# Olinta
Olinta es un nombre propio femenino de origen griego Όλυνθα (Olyntha) que significa Higo inmaduro. Es utilizado en Italia y en otros países de habla portuguesa. 

## Variantes
- Masculino: Olindo, Orindo, Orlindo, Olinto.
- Femenino: Olinda, Orinda, Orlinda.

## Onomástica
- 21 de julio: Santa Olinta

## Historia
Olinta es el nombre de origen de una isla en Croacia. Bajo la presión de los siglos el nombre desarrolló a Solinta y más adelante en Solta, que es como es conocido en la actualidad. Las marcas de la presencia griega y romana en la isla son visibles a través de la isla entera. 

## Vida animal
Existe un fásmido de unos 8cm. llamado Olinta Subastes, una especie de origen brasileño descrita por primera vez en Westwood (1859).
Podemos encontrar una muestra en la Colección de Fásmidos del Museo de Ginebra.